# اچ‌ام‌اس زست (آر۰۲)
اچ‌ام‌اس زست (آر۰۲) (به انگلیسی: HMS Zest (R02)) یک کشتی بود. این کشتی در سال ۱۹۴۳ ساخته شد.